# Darlene Zschech
Darlene Zschech (ur. 8 września 1965) – australijska lider uwielbienia i piosenkarka w zielonoświątkowym kościele Hillsong. Jej piosenka „Shout to the Lord” (w Polsce znana jako „Mój Jezu, mój Zbawco”) w 1995 roku stała się znana na całym świecie i jest początkiem jej sławy jako autor pieśni uwielbienia. W 2000 roku otrzymała nagrodę GMA Dove Award jako piosenkarka roku.

## Dyskografia
- 1993 – Stone’s Been Rolled Away
  - „Your Name”
- 1994 – People Just Like Us
  - „Shout to the Lord”
- 1995 – Friends in High Places
  - „Praise His Holy Name”
  - „Rock of Ages” z Geoff Bullock
  - „Lord I Give Myself”
- 1996 – God Is in the House
  - „God Is in the House” z Russell Fragar
  - „And That My Soul Knows Very Well” z Fragar
  - „Let the Peace of God Reign”
  - „Walking in the Light”
  - „I Will Run To You”
- 1997 – All Things Are Possible
  - „All Things Are Possible”
  - „I Live to Know You”
  - „I Know It”
  - „Glory to the King”
- 1998 – Touching Heaven Changing Earth
  - „That’s What We Came Here For” z Fragar
  - „I Will Bless You Lord”
  - „Jesus You’re All I Need”
  - „The Potter’s Hand”
- 1999 – By Your Side
  - „Sing of Your Great Love”
  - „Free to Dance”
- 2000 – For This Cause
  - „Here to Eternity” z David Moyse
  - „It Is You”
- 2001 – You Are My World
  - „Irresistible”
  - „Glorious”
  - „To You”
  - „Worthy Is the Lamb”
- 2002 – Blessed
  - „Blessed” z Reuben Morgan
- 2003 – Hope
  - „My Hope”
  - „Call”
  - „You Are”
- 2004 – For All You’ve Done
  - „You Are Worthy”
  - „Glorify Your Name” z David Holmes
- 2005 – God He Reigns
  - „Saviour”
  - „Know You More”
- 2006 – Mighty to Save
  - „More to See” z Mia Fieldes, Deborah Ezzy (siostra Zschech), Donia Makadonez i Nigel Hendroff
  - „I Believe”
  - „At the Cross” z Reuben Morgan
- 2007 – Saviour King
  - „One Thing” z Marty Sampson
- 2008 – This Is Our God
  - „High and Lifted Up” z Mike Guglielmucci
- 2009 – Faith + Hope + Love
  - „His Glory Appears” z Marty Sampson
- 2010 – A Beautiful Exchange
  - „Believe” z Reuben Morgan
- 2011 – God is Able
  - „Cry of the Broken”
- 2011 – You Are Love
  - „Under Grace”
  - „Saving Me”
  - „You Are Love”
  - „We are Your People”
  - „I Will Wait”
  - „Beautiful”
  - „Hope for Humanity”
  - „Faithful”
  - „Cry of the Broken”
  - „Face to face”
- 2013 – Revealing Jesus
  - „God Is Here”
  - „In Jesus’ Name”
  - „Victor’s Crown”
  - „Yours Forever (You Took The Nails)”
  - „My Jesus I Love Thee (I Love You Jesus)”
  - „Your Name/Cry Of The Broken”
  - „I Am Yours”
  - „Shout To The Lord” (DVD)